# 市場町大俣
市場町大俣（いちばちょうおおまた）は、徳島県阿波市の大字。2010年10月1日現在の人口は934人、世帯数は303世帯。郵便番号は〒771-1613。

## 地理
阿波市の南部に位置。北は讃岐山脈が迫り、西から南は阿波町、東は市場町上喜来と接する。
寺院には高野山真言宗の法満寺があり、かつてはユースホステルとしても利用されていた。大俣八幡神社では、江戸時代の徳川綱吉の時代から始まったとされる「御的射」が行われる。

### 小字
- 宇佐
- 貞久
- 清原
- 土井
- 八幡
- 原渕
- 原
- 久光
- 山路
- 行峯

## 歴史
- 2005年（平成17年）4月1日 - 阿波郡市場町が阿波町・板野郡土成町・吉野町と合併して阿波市となり、住所表記は「阿波郡市場町大字大俣字（字名）」から「阿波市（字名）」（清原・原は、阿波市内での住所表記重複を避けるためそれぞれ大俣清原・大俣原）となる。
- 2007年（平成19年）1月1日 - 住所表記を「阿波市市場町大俣字（字名）」に変更（大俣清原は「大俣字清原」、大俣原は「大俣字原」）し、現在の表記となる。

## 施設
- 法満寺
- 大俣八幡神社

かつて存在した施設
- ユースホステル法満寺

## 交通

### 道路
都道府県道
- 徳島県道136号宮倉徳島線
- 徳島県道246号仁賀木山瀬停車場線